# リエカ
リエカ（クロアチア語：Rijeka [rijěːka] リイェ(ー)カ）は、クロアチアの都市。アドリア海のクヴァルネル湾に面するクロアチア有数の港湾都市。プリモリェ＝ゴルスキ・コタル郡に属する。過去イタリア領であったこともあり、イタリア語でのフィウメ／フィウーメ（Fiume [ˈfjuːme]）の呼び名も通じる。リエカもフィウメも共に「川」を意味する。

## 地勢・産業
イストリア半島（イストラ半島）東側の付け根にある港湾都市。物流の拠点として重要な役割を占めるほか、工業も盛んである。イタリア、スロヴェニア国境に近く、約65キロ北西にはイタリアのトリエステが位置している。

## 歴史

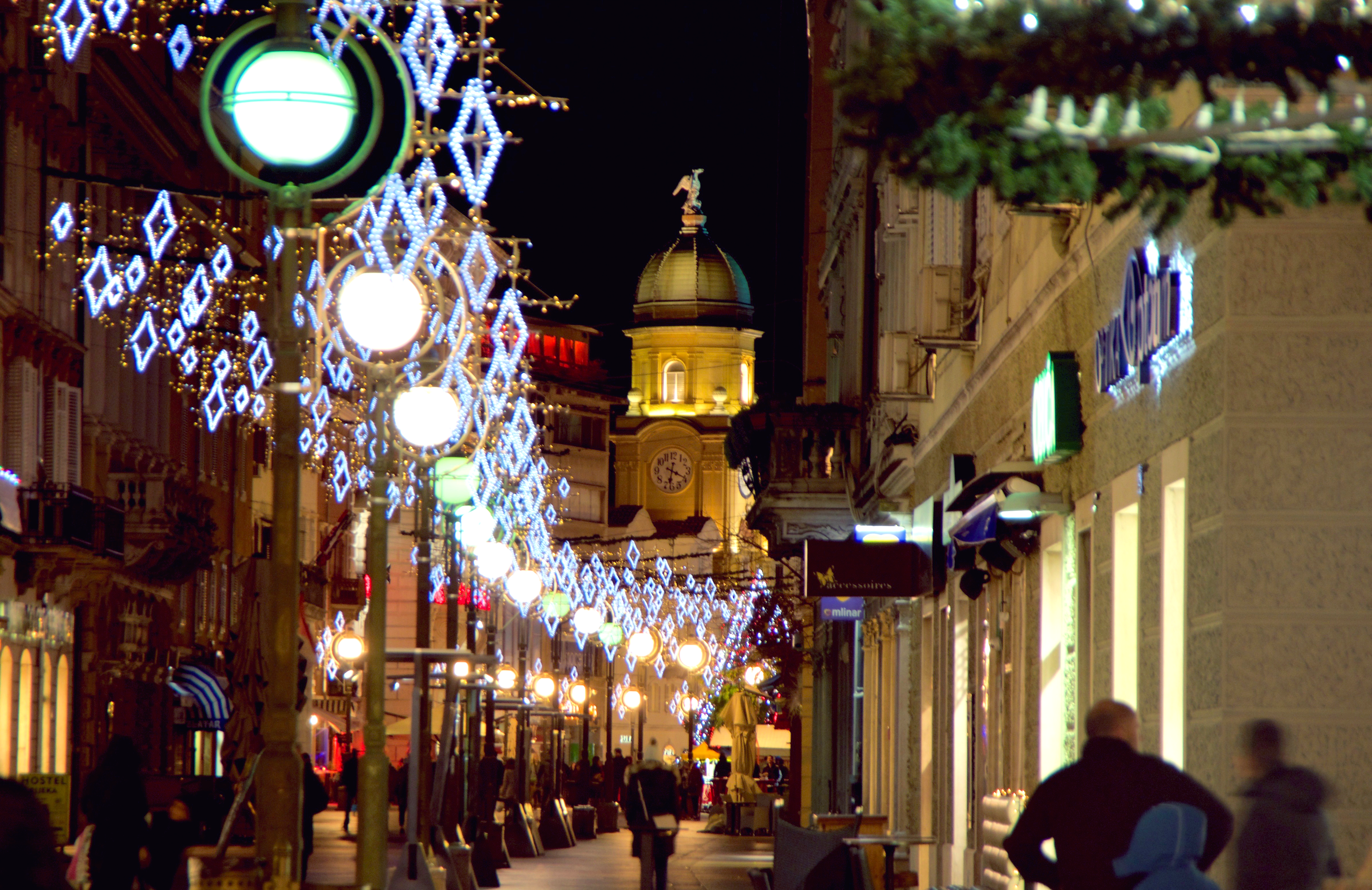
時計塔

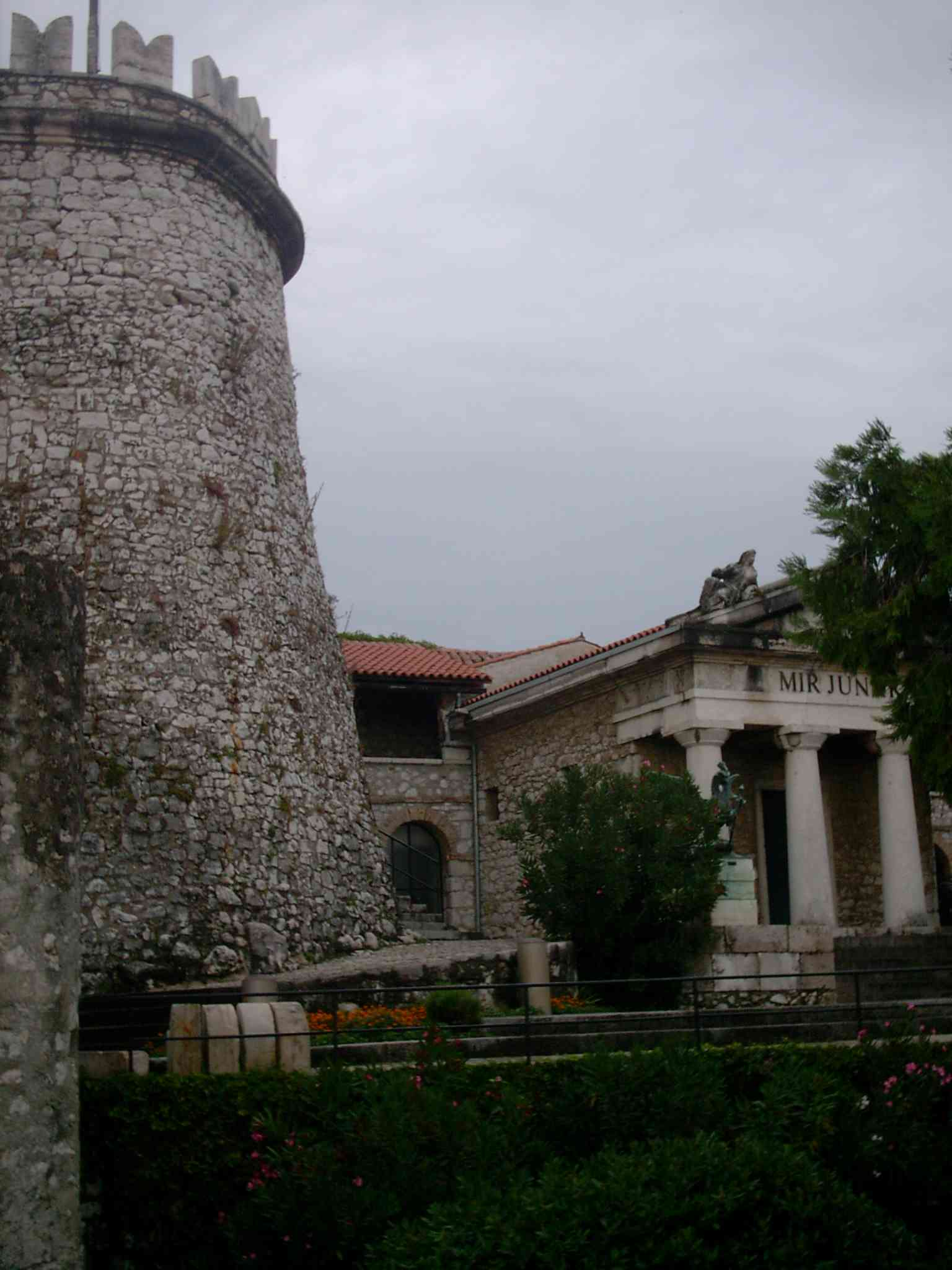
トルサット要塞

### 古代から中世
新石器時代の定住地跡がフィウメ周辺で見つかっており、この地で最古の定住地は丘の上にあったケルト系のタルサティカ（現在の市内のトルスト付近）、そして天然港の上に住んでいたのは船乗りを生業としていたイリュリア人の一部族、リブルニ族であった。フィウメは長い間、丘と海の2つに定住地が分かれるという特徴を保った。
アウグストゥス帝時代、ローマ帝国は現在のリェツィナ川右岸に、ムニキピウムとしてタルサティカを再建し、名をフルメン（Flumen）とした。プリニウスもタルサティカについて触れている。
5世紀以降、東ゴート王国、東ローマ帝国、ロンゴバルド王国、アヴァール族、フランク王国、そしてクロアチア人、マジャル人と支配者は変わり、1466年以後はハプスブルク家の支配下に入った。アドリア海で最も強力な海洋国家・ヴェネツィア共和国は、1508年に短期間フィウメを支配したのを最後に、その後支配は及んでいないが、その後2度フィウメを掠奪した。
4世紀以後、フィウメは聖ヴィトゥスを守護聖人とした。ラテン語でテーラ・フルミニス・サンクティ・サンクティ・ウィティ（Terra Fluminis sancti Sancti Viti）、ドイツ語でザンクト・ファイト・アム・プフラウム（Sankt Veit am Pflaum）と呼ばれた。中世のクロアチア語名はリカ・スヴェトガ・ヴィダ（Rika svetoga Vida、聖ヴィトゥスの川）であった。
中世のフィウメは、周囲を城壁で囲まれた封建的な要塞であった。市中心部の高台には砦があった。どっしりとした城壁でどんな外敵からも守られていたが、敵は内部で暮らすフィウメ市民であった。

### ハプスブルク家の支配

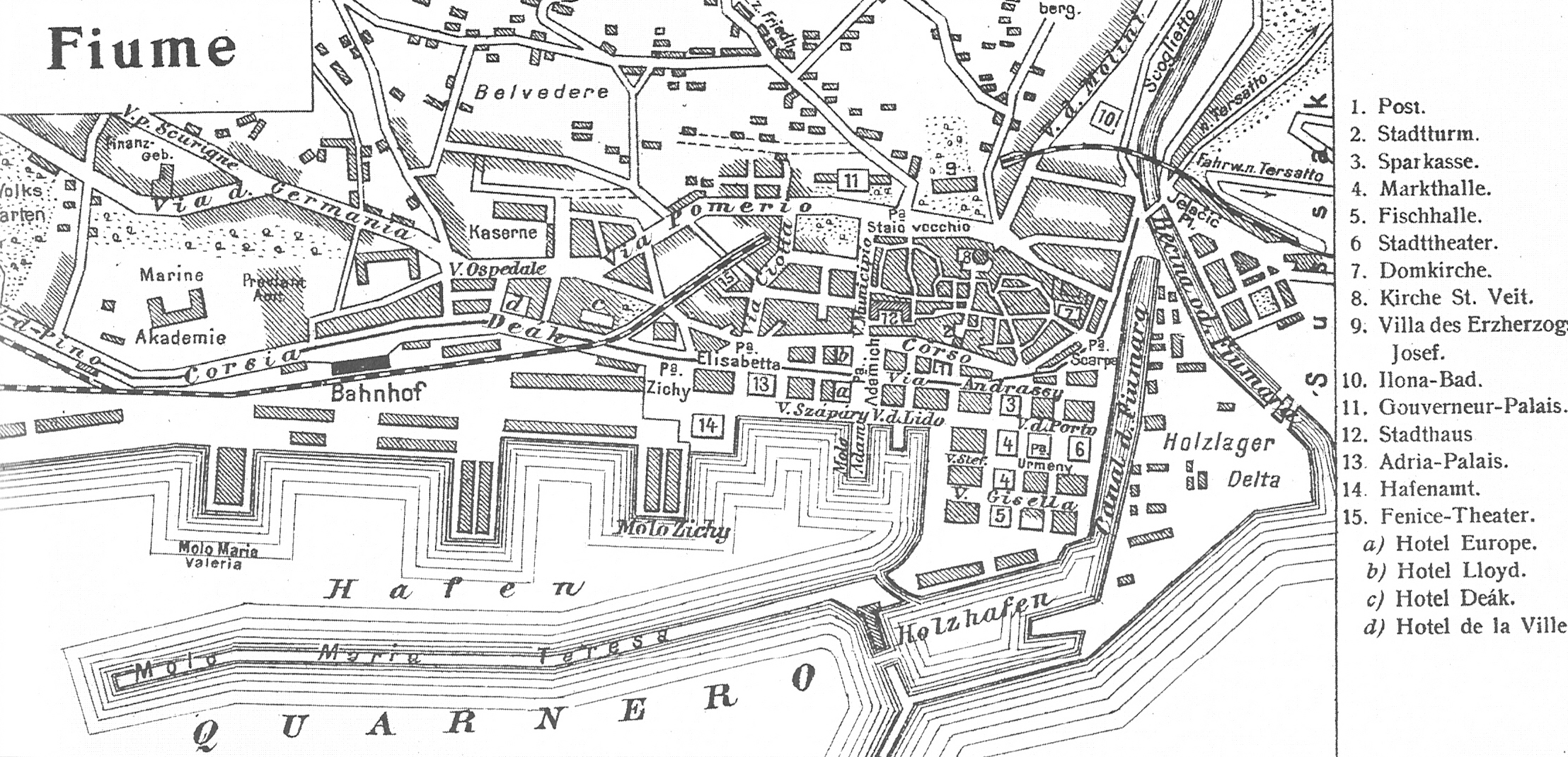
1900年のリエカ

1723年にフィウメに自由港が建設され、18世紀から19世紀までのフィウメは、1870年にオーストリア＝ハンガリー帝国のハンガリー王国へ移るまで、ハプスブルク領オーストリア、クロアチア、ハンガリーと宗主国が移り変わった。クロアチアはハンガリー王国を構成する自治地域であったが、その中にあってフィウメはクロアチアからも独立した自治都市であった。ハンガリー政府から任命された総督が直接フィウメを治め、フィウメはハンガリー王国唯一の国際港となった。オーストリアの国際港トリエステ、ハンガリーの海港フィウメとの間には競争があった。19世紀初頭、フィウメの経済的・文化的指導者は、貿易業者アンドリヤ・リュデヴィト・アダミッチであった。フィウメには規模の大きな海軍基地があった。19世紀半ばにはそこにオーストリア＝ハンガリーの海軍兵学校が置かれ、士官の育成が行われた。
1872年から1896年までフィウメ市長を務めたジョヴァンニ・デ・キオッタは、最も権威ある地方の政治指導者であった。彼の指揮のもと、都市拡張の印象的な過程が始まり、主要港としての開発が始まり、オーストリア＝ハンガリー鉄道網とフィウメの接続、国際貿易の拡張が行われた。ハンガリーの王立海運会社アドリア、リェツィナ谷にある製紙工場といった現代産業および商業会社は、フィウメのトレードマークとなった。
1866年、スタビリメント・テクニコ・フィウマーノ（オーストリア＝ハンガリー海軍にエンジンを供給していた会社）のマネージャー、ロバート・ホワイトヘッドは、世界初の魚雷実験を行った。1880年にわずか21,000人であった人口は、1910年には50,000人となった。多くの主要な公共建築はこの時代に建てられた。アラヨス・ハウスマンの建てた総督宮殿もその1つである。のちのニューヨーク市長フィオレーロ・ラ・グアルディアは20世紀初頭にアメリカ領事館員としてフィウメで暮らし、地元のサッカークラブでプレーしていた。

### イタリア・ユーゴ間の対立と自由都市フィウメ

フィウメ自由市の旗

第一次世界大戦後のオーストリア＝ハンガリー帝国の終焉は、クロアチア人上流階級と、フィウメの行政を握るイタリア人との対立を招いた。イタリア、そしてセルビア人・クロアチア人・スロベニア人王国（のちのユーゴスラビア王国）の建国者はどちらも、住民の民族構成に基づく民族統一主義を主張し、宗主権を要求した。
短期間のセルビア軍による占領後、イタリア、フランス、イギリス、アメリカ合衆国の連合軍が1918年11月にフィウメを占領した。一方で1919年、パリ講和会議の場でフィウメの将来が議論されていた。
イタリアは、市全体の人口の88％をイタリア人が占めているという事実を根拠に領有を主張した。クロアチア人はフィウメ人口の残りを占め、近隣の町スシャクを含む郊外で人口が優勢であった。1919年9月10日、サン＝ジェルマン条約でオーストリア＝ハンガリー帝国の解体が宣言された。フィウメの帰属についての交渉は、イタリアの詩人ガブリエーレ・ダンヌンツィオ率いるイタリアの国粋主義民族統一軍勢力が、武力でフィウメを管理下に置いた2日後に中断された。ダンヌンツィオはすぐ、フィウメにカルナーロ＝イタリア執政府を樹立させた。1920年6月の、イタリア本国でリベラルのジョヴァンニ・ジョリッティが首相に再任されると、ダンヌンツィオのクーデターに対する公式姿勢を強める意志を表していた。
11月12日、イタリアとユーゴスラビアはラパッロ条約を締結し、双方とも受理可能な政権のもとでフィウメは独立したフィウメ自由市であるとした。ダンヌンツィオの反応は派手で、異常な判断によるものであった。ダンヌンツィオはイタリアに対し宣戦布告し、イタリア王国空軍による空爆を招いた。その年の終わりに彼は降伏し、5日間の抵抗戦の後、イタリア軍が1921年1月にリエカを占領した。自治論者の率いる憲法制定議会選挙は、領土を巡る争いに終止符を打てなかった。短期間のイタリア愛国主義者による全権掌握は、イタリア王全権大使の介入で終わった。そして1922年3月の、地元ファシストの政権乗っ取りは短期間に終わり、3度目のイタリアの軍事侵攻を招いた。それから7ヶ月後、イタリア本土がファシスト政権下に入った。
辛辣な外交の時代は、1924年1月27日のローマ条約で、フィウメがイタリアへ返還され、スシャクがユーゴスラビアへ返還され、フィウメ港の共同管理を行うことで決着した。3月16日、公式にイタリアはフィウメを併合し、その後20年に及ぶイタリア人支配を続け、第二次世界大戦中のイタリア降伏後は20か月間ドイツの軍事占領を受けた。大戦中には連合国側からの空襲でフィウメは被害を受けた。港湾地区は、退却するドイツ軍によって破壊された。ユーゴスラビア軍がフィウメに入ったのは、1945年5月3日であった。

### 大戦後
戦後、フィウメの運命は軍事力と外交力の組み合わせで解決された。当時、ユーゴスラビア軍は、ドイツ占領地に対する遠征の一環としてさらに西のトリエステへと進軍していた。1947年2月10日、イタリアと連合国側が締結したパリ条約（イタリアとの平和条約）において、フィウメはクロアチア社会主義共和国領（ユーゴスラビア社会主義連邦共和国の構成国）と公式に決まった。一度宗主国の交替が公式に決まると、進軍するユーゴスラビア軍の前に取り残された66,000人のイタリア語話者のうち58,000人が、生まれ故郷を捨て亡命した（彼らはエスーリ、亡命者と呼ばれた）。イタリア語話者への差別や迫害といった多くの出来事が、大戦末期にユーゴスラビアの民衆と兵士たちの手で行われた。平和の訪れた戦後の最初の1週間は、痛恨の記憶となっている。ファシスト、イタリア政権側の公務員、軍当局者、そして民間人ですら告発され、即決裁判と処刑が行われた。民族浄化を避けるため、大半のイタリア人たちはフィウメを放棄して去るよう強いられたのである。
1960年以降、リエカは再び経済成長を初め、ユーゴスラビア最大の港となった。産業の復興が進められ、物流、製紙、自動車とその部品、化学工業（石油精製）、繊維産業の施設が設けられた。リエカの都市圏は拡大し、住民は増加した。1970年には近郊のクルク島にリエカ国際空港が開港し、1973年にはリエカ大学が設置された。
1991年7月、ユーゴスラビア紛争が勃発し、リエカはクロアチア共和国の都市となった。ユーゴスラビア連邦時代末期から経済危機に陥っていたリエカは、戦争によって再び、ユーゴスラビア側からの攻撃を受けた。被害を受けたリエカは、数年に渡って国からの支援を受けなければならなかった。しかし、その地理上の好ましい位置のため、国内外の情勢が落ち着くにつれてリエカは回復し、わずか数年でクロアチアの主要都市へ戻った。新生国家クロアチアの元で、ザグレブ＝リエカ間の高速道建設など多様な公共工事が行われた。
ホンダ・シビックタイプRやレクサス・ISなど、日本車のプロモーション撮影において度々同所が使用されている。

## 気候
リエカは地中海性気候であり、温暖な夏と、相対的に温暖で雨の多い冬を持つ。降雪はまれで、1年に3日程度である。1年のうち22日以上が気温30度またはそれ以上となるが、0℃を下回る日がない年もある。しばしばボーラが吹く。年間の日照時間は約1,922時間である。最高は7月の約297時間で、最低は12月の97時間である。
| リエカの気候                                                      | リエカの気候  | リエカの気候 | リエカの気候  | リエカの気候  | リエカの気候  | リエカの気候  | リエカの気候 | リエカの気候  | リエカの気候  | リエカの気候  | リエカの気候 | リエカの気候  | リエカの気候     |
| 月                                                                | 1月           | 2月          | 3月           | 4月           | 5月           | 6月           | 7月          | 8月           | 9月           | 10月          | 11月         | 12月          | 年               |
| ----------------------------------------------------------------- | ------------- | ------------ | ------------- | ------------- | ------------- | ------------- | ------------ | ------------- | ------------- | ------------- | ------------ | ------------- | ---------------- |
| 最高気温記録 °C （°F）                                            | 20.0 (68)     | 21.4 (70.5)  | 24.0 (75.2)   | 27.3 (81.1)   | 33.7 (92.7)   | 36.7 (98.1)   | 40.0 (104)   | 38.1 (100.6)  | 34.8 (94.6)   | 28.8 (83.8)   | 25.5 (77.9)  | 20.4 (68.7)   | 40.0 (104)       |
| 平均最高気温 °C （°F）                                            | 8.7 (47.7)    | 9.5 (49.1)   | 12.4 (54.3)   | 16.1 (61)     | 20.9 (69.6)   | 24.6 (76.3)   | 27.7 (81.9)  | 27.6 (81.7)   | 23.6 (74.5)   | 18.6 (65.5)   | 13.4 (56.1)  | 10.0 (50)     | 17.76 (63.98)    |
| 日平均気温 °C （°F）                                              | 5.6 (42.1)    | 6.2 (43.2)   | 8.8 (47.8)    | 12.6 (54.7)   | 17.1 (62.8)   | 20.8 (69.4)   | 23.4 (74.1)  | 23.1 (73.6)   | 19.1 (66.4)   | 14.5 (58.1)   | 10.1 (50.2)  | 6.9 (44.4)    | 14.02 (57.23)    |
| 平均最低気温 °C （°F）                                            | 2.7 (36.9)    | 3.2 (37.8)   | 5.5 (41.9)    | 8.8 (47.8)    | 12.0 (53.6)   | 16.2 (61.2)   | 18.6 (65.5)  | 18.5 (65.3)   | 15.3 (59.5)   | 11.1 (52)     | 7.1 (44.8)   | 4.1 (39.4)    | 10.26 (50.47)    |
| 最低気温記録 °C （°F）                                            | −11.4 (11.5)  | −12.8 (9)    | −7.7 (18.1)   | −0.2 (31.6)   | 2.1 (35.8)    | 7.4 (45.3)    | 10.4 (50.7)  | 9.1 (48.4)    | 4.8 (40.6)    | 0.6 (33.1)    | −4.5 (23.9)  | −8.9 (16)     | −12.8 (9)        |
| 降水量 mm （inch）                                                | 134.9 (5.311) | 114.3 (4.5)  | 104.0 (4.094) | 110.7 (4.358) | 102.4 (4.031) | 110.8 (4.362) | 82.0 (3.228) | 100.2 (3.945) | 165.3 (6.508) | 175.7 (6.917) | 183.4 (7.22) | 154.2 (6.071) | 1,537.9 (60.545) |
| 平均降水日数                                                      | 11            | 9            | 10            | 12            | 12            | 12            | 10           | 9             | 9             | 10            | 12           | 12            | 128              |
| 平均降雪日数                                                      | 1             | 1            | 1             | 0             | 0             | 0             | 0            | 0             | 0             | 0             | 0            | 1             | 4                |
| 平均月間日照時間                                                  | 108.9         | 124.5        | 149.9         | 176.3         | 235.4         | 252.3         | 298.4        | 274.6         | 204.2         | 163.9         | 102.8        | 96.9          | 2,188.1          |
| 出典1：World Meteorological Organisation (UN)                     |               |              |               |               |               |               |              |               |               |               |              |               |                  |
| 出典2：National Meteorological and Hydrological Service (Croatia) |               |              |               |               |               |               |              |               |               |               |              |               |                  |

## 統計
2001年の国勢調査によると、人口の80.39％がクロアチア人である。イタリア語話者は全体の1.9％程度で、その一部はイタリア国籍を持つ。

## 交通

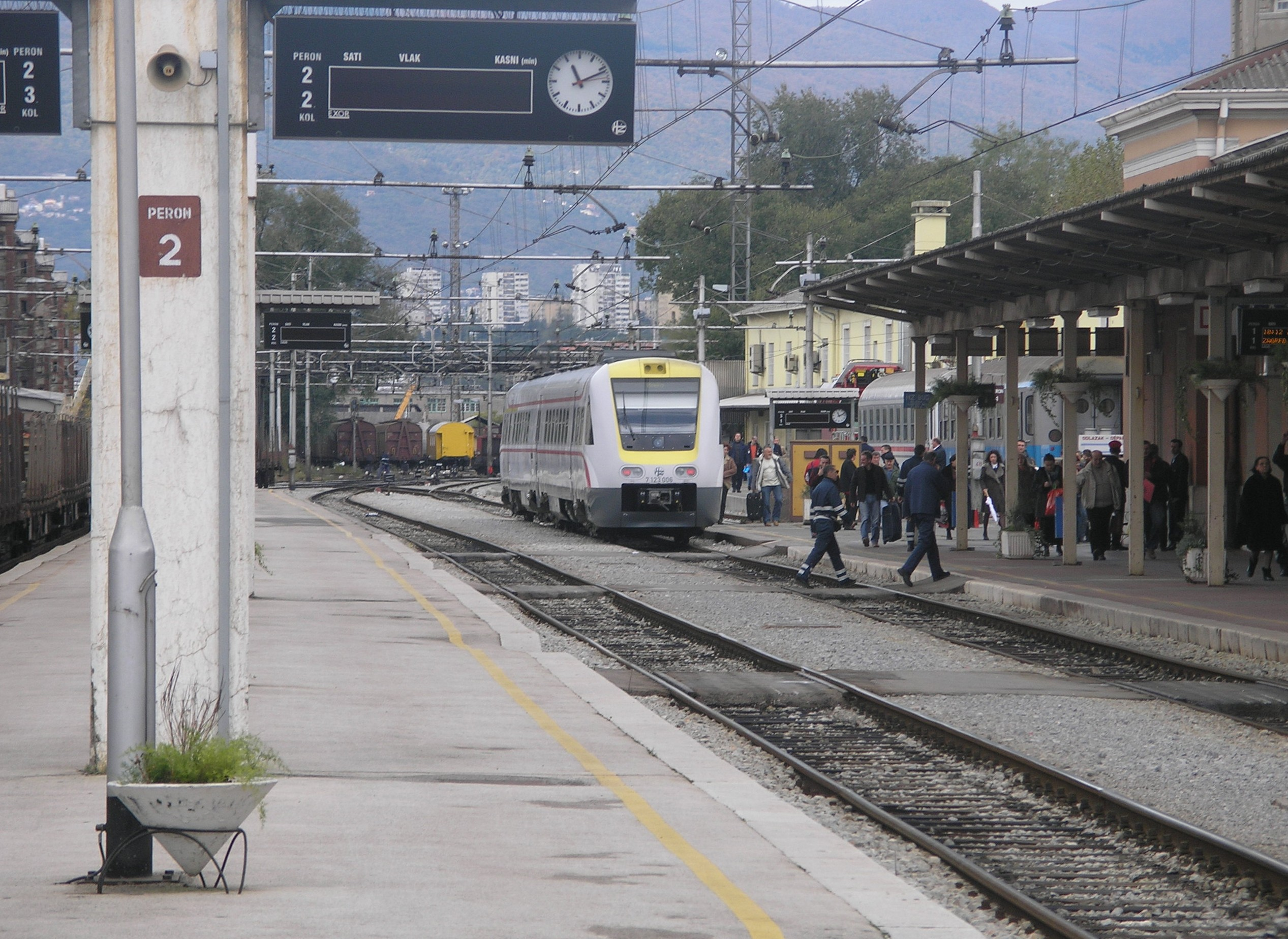
リエカ駅構内

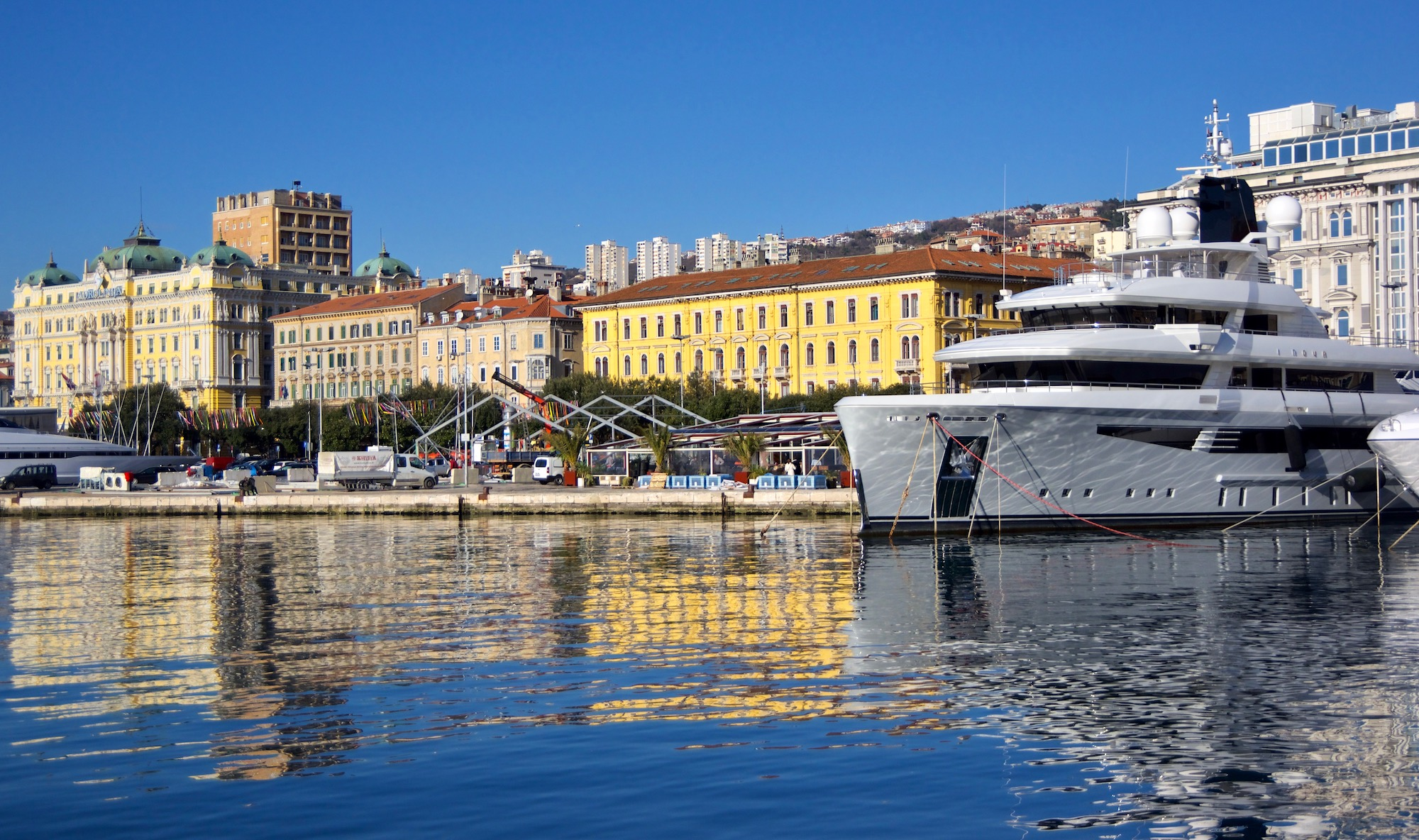
リエカ港のフェリー

リエカ港は第一次世界大戦時にオーストリア＝ハンガリー帝国により、 急速に整備され二重帝国制が崩壊する前の1918年に完成した。港の整備にかかった費用は、80万クローネ以上であった。今日リエカはクロアチア最大の港で、リエカの港湾当局によれば2007年の貨物取扱量は1,300万トンで急増している。
また、現在整備中の区間も多いが、リエカは効率的な道路網によって他のクロアチアの都市や近隣国と結ばれている。ハイウェーA6号線によってリエカと首都ザグレブは結ばれている他、2004年に一部完成したハイウェーA7号線によってスロベニア国境と短い距離で結ばれた。リエカは現在は暫定車線のイストリアンY高速道(Istarski ipsilon)と呼ばれるB8/B9号線のウチャカトンネル(Učka)によるアクセスも得ている。バイパスや接続道路の建設も行われており、2006年7月15日に計画の半分である東側が開業し、西側部分はそれより2年以上かかるとされた。リエカは空港へのアクセスには難があり、有料の橋を渡り、クルク島にある国際空港まで行かなければならない。クルクの空港が扱った年間旅客数は2005年でも13万人に過ぎない。2008年の計画でも25万人であった。重要なハブ空港というよりもチャーター便を受け入れる施設の空港であるが、LCCを中心に欧州の定期航空会社が運航を開始している。
鉄道網はクロアチア鉄道や周辺国から乗り入れる鉄道の結節点である。電化された路線によってザグレブとは結ばれ、そこから先さらにコプリヴニツァやハンガリー国境などと結ばれ汎欧州交通回廊5b線(Pan-European Vb corridor)を構成している。また、スロベニアのリュブリャナやイタリアのトリエステなどとも結ばれているが、旅客列車の運行本数はそれほど多くはなく、貨物列車が中心である。旅客列車はリエカからはザグレブやウィーンに向かうインターシティやユーロシティの他、リュブリャナへ向かう急行、クロアチアの他都市へ向かう都市間列車や夜行列車が運行されている。夏などの観光シーズンにはミュンヘンからの夜行列車も運行される。長期的な計画として欧州交通回廊にあたる区間の鉄道の高速化も計画されている。街の中心部にはバスの発着ターミナルがあり、クロアチアの各都市や周辺国へ向け長距離バスが数多く運行されており、鉄道より利便性は高い。フェリーの運航はよく発達しており、周辺部の島々とリエカ港との間を結んでいる。週2便、アドリア海沿岸のスプリトと結ぶ便が就航し、その先ドゥブロヴニクや国際的な接続もある。

## 観光
- 聖セバスティアーノ教会
- 聖ヴィト教会（スヴェティ・ヴィダ教会）
- 聖母マリア被昇天教会
- ローマ門
- イヴァン・ザイツ国立劇場

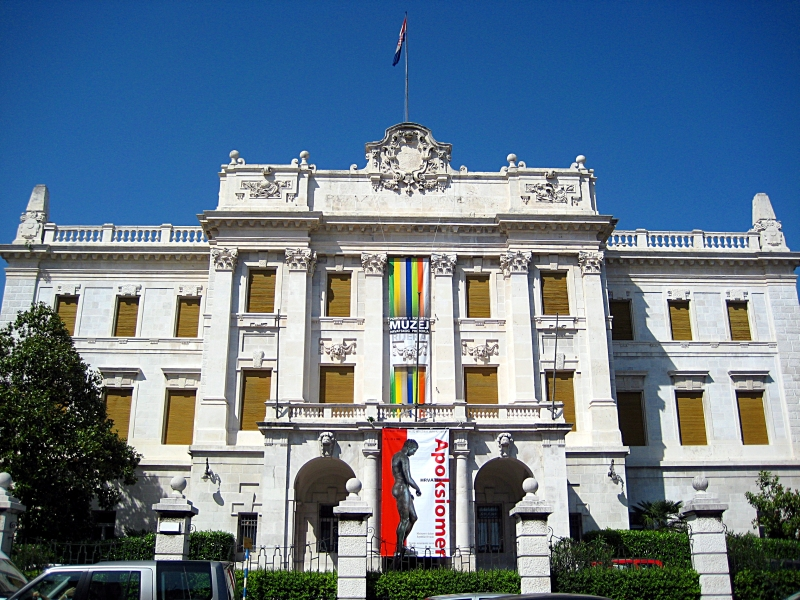
旧総督宮殿
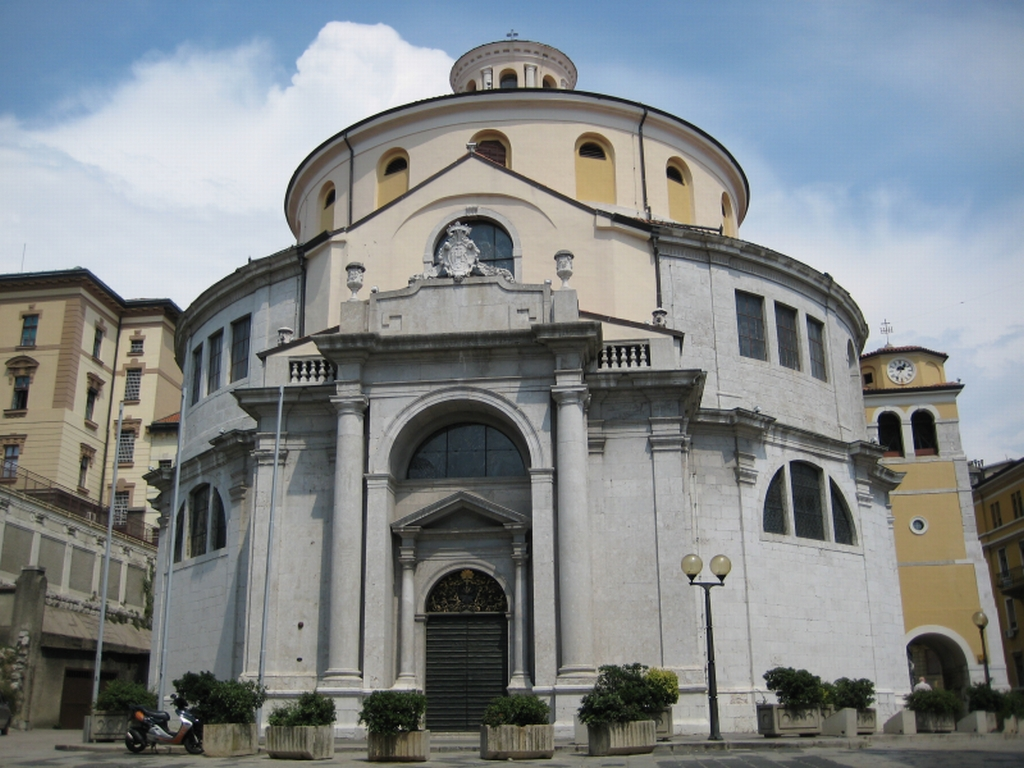
スヴェティ・ヴィダ教会
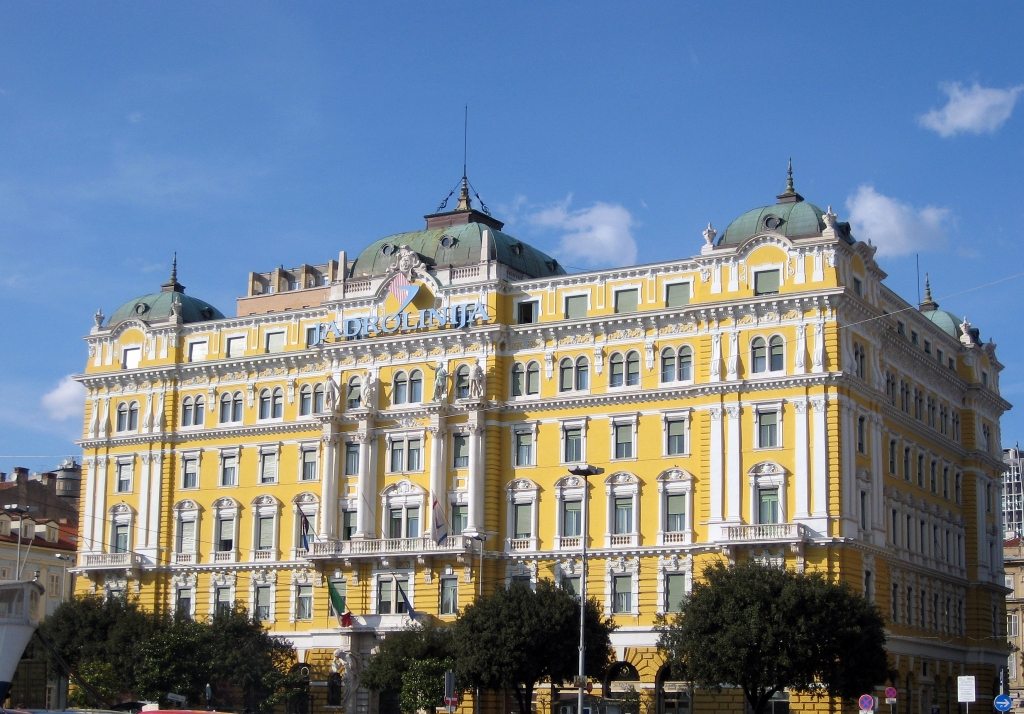
ヤドラン邸。現在は海運会社ヤドロリニヤ所有
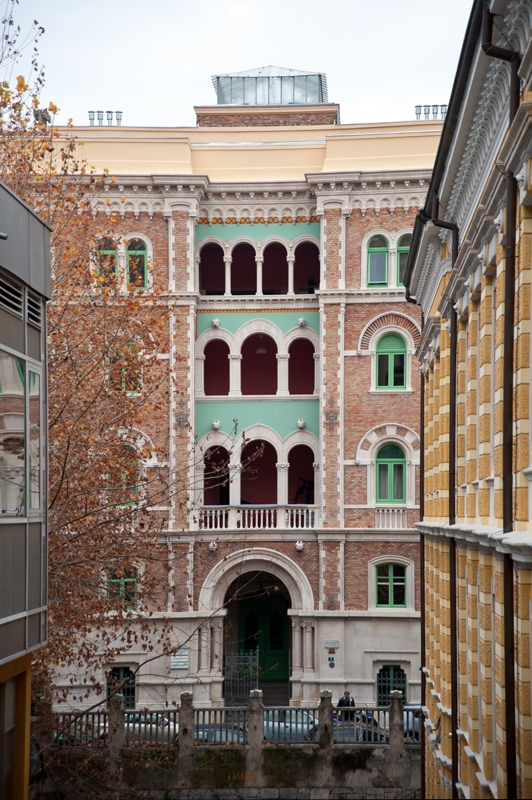
カーサ・ヴェネツィアーナ

## 姉妹都市
- 川崎市、日本
- ロストック、ドイツ
- ビトラ、マケドニア共和国
- ジェノヴァ、イタリア
- ファエンツァ、イタリア
- エステ、イタリア
- ケルン、ドイツ
- ノイス、ドイツ
- リュブリャナ、スロベニア
- ヤルタ、ウクライナ